# رصدخانه پارکس

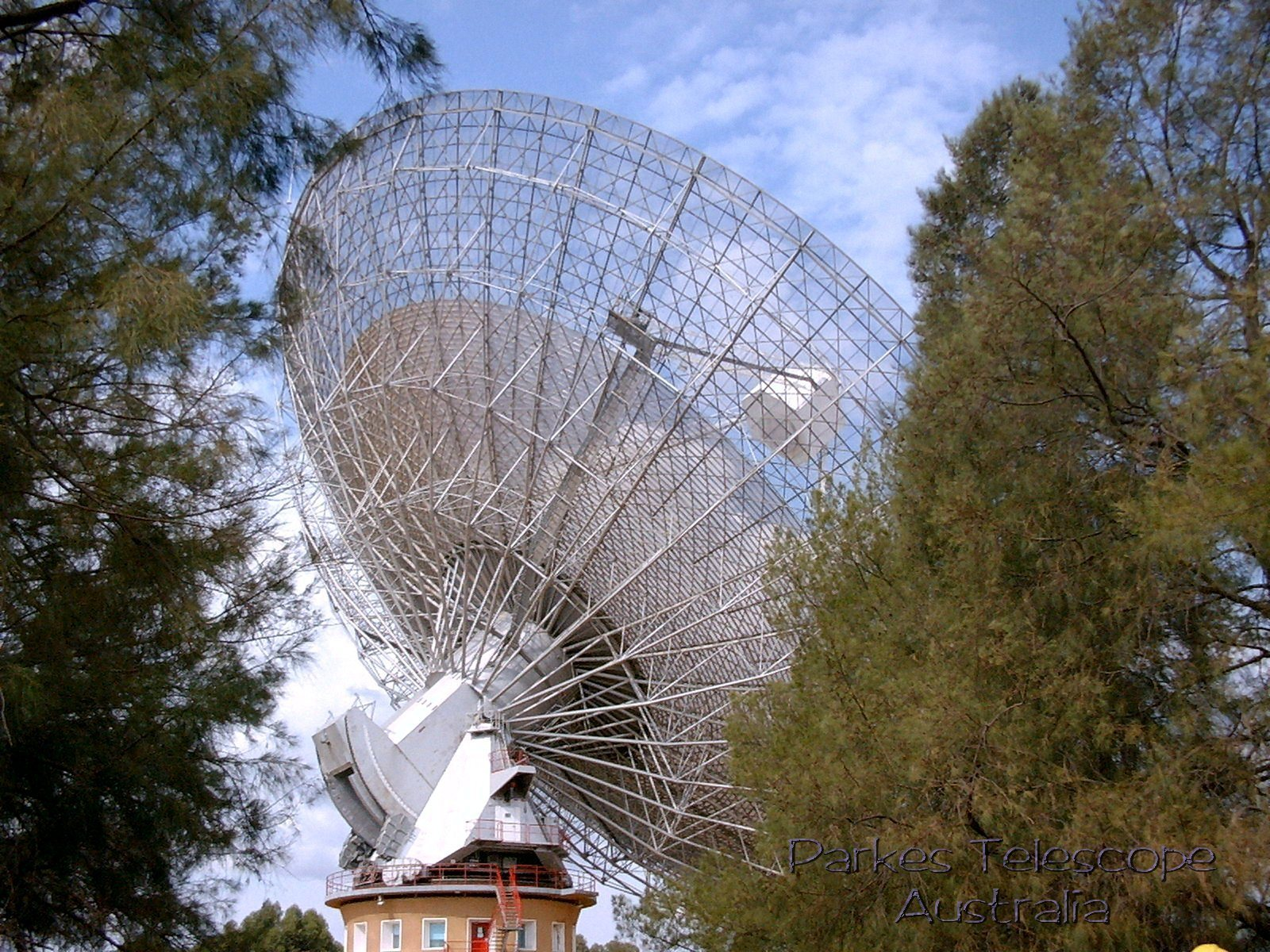

رصد خانه پارکس یک رصد خانه رادیوتلسکوپی است که در۲۰ کیلومتری شهر پارکس در استرالیا واقع
شده است. این رصد خانه بیشتر به خاطر فرستادن اولین فرود انسان روی ماه به بقیه دنیا شناخته می
شود.